# North American Aviation

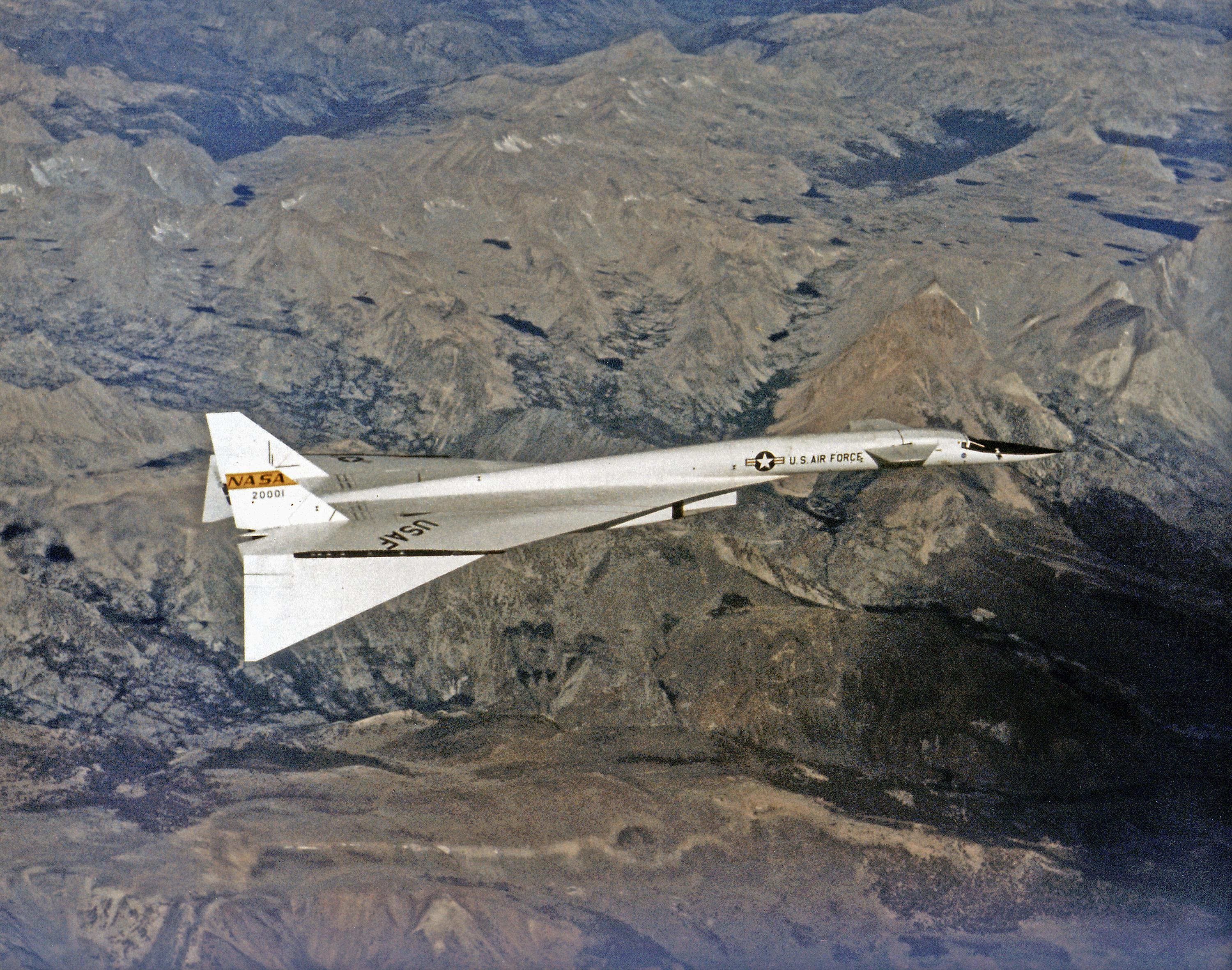
North American XB-70 Valkyrie

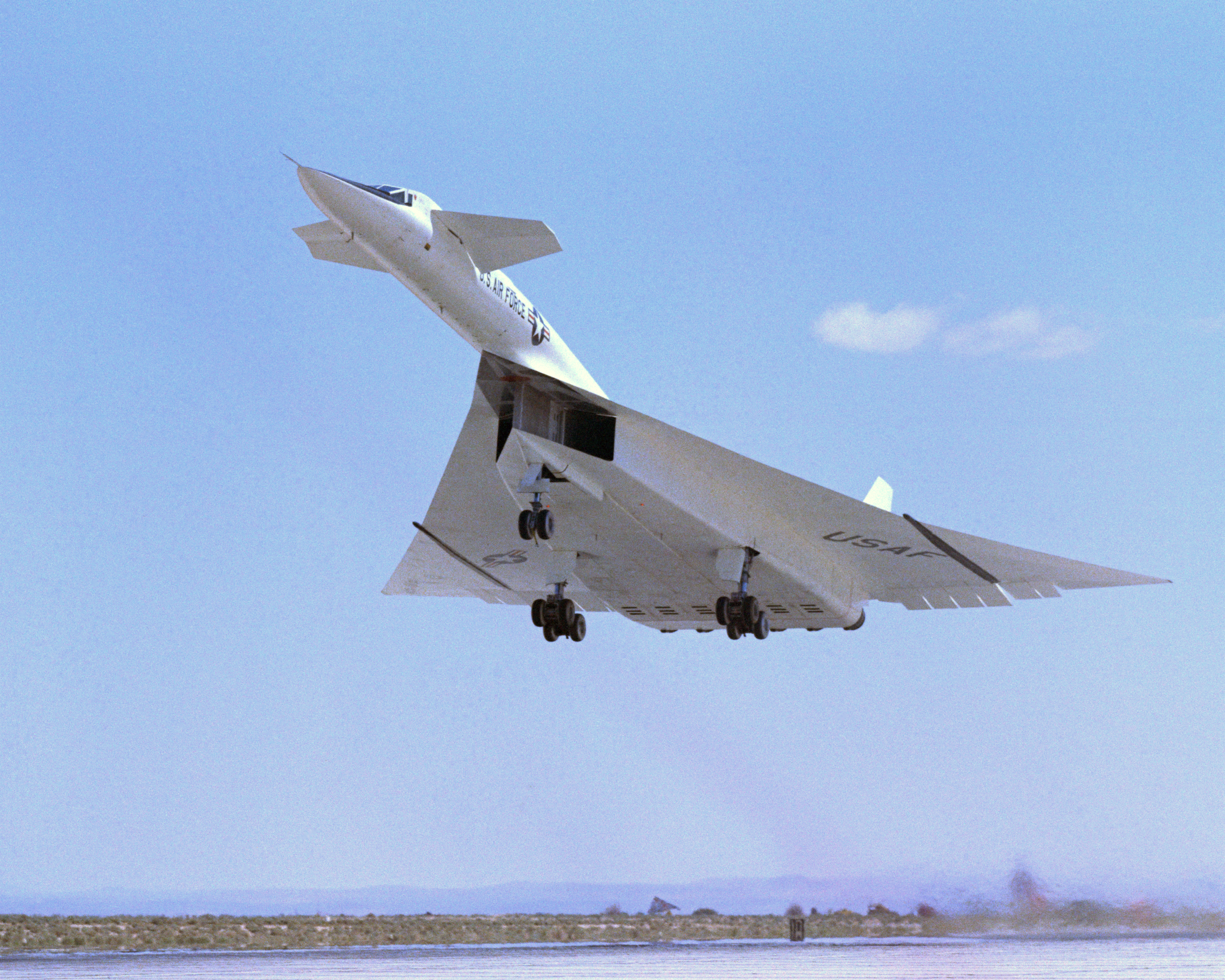
North American XB-70

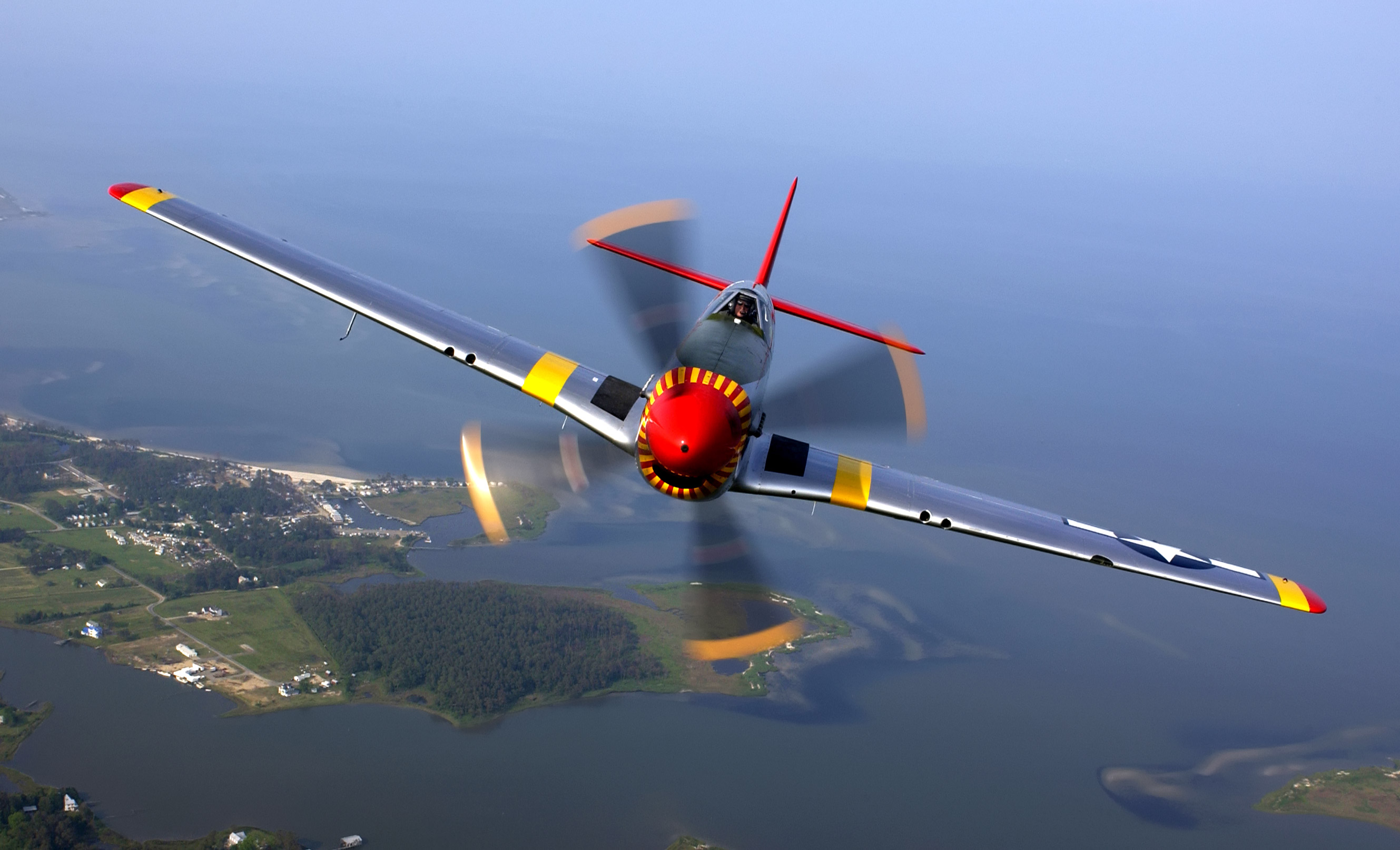
North American P-51

North American Aviation, Inc. fou un important fabricant d'avions estatunidenc que es constituí a la dècada del 1930 i es fusionà amb Rockwell Standard Corporation el 1967. L'empresa fou la responsable de bona part d'avions històrics com l'incansable avió d'entrenament T-6 Texan, el caça d'escorta P-51 Mustang, el bombarder B-25 Mitchell, el caça de reacció F-86 Sabre o l'avió-coet X-15, que establí un rècord de velocitat. També participà en el programa Apollo en el mòdul de comandament i servei així com el segon tram del coet Saturn V.

## Història
Clement Keys fundà North American el 6 de desembre de 1928, però com a empresa de lloguers que comprava i venia interessos a diverses aerolínies i companyies relacionades amb l'aviació. El 1934, la Llei de Correu Aeri forçà moltes empreses a deixar aquesta pràctica. En aquell moment, North American es convertí en fabricant d'avions, dirigida per James Kindelberger, que abans havia estat treballant per la Douglas Aircraft Company.
Kindelberger mogué la seu de la companyia al sud de Califòrnia i se li permeté volar gairebé un any, durant el qual decidí centrar-se en els avions d'entrenament, car en teoria era més fàcil competir en aquell sector que en altres on ja hi havia companyies molt sòlides establertes. Els seus primers avions foren el GA-15 d'observació i l'avió d'entrenament GA-16, seguits per l'O-47 i el BT-9. El BC-1, del 1937, fou el primer avió de combat de North American.
Igual que molts altres constructors, North American començà a créixer i guanyar diners cap al 1940 per la Segona Guerra Mundial, obrint plantes a Texas i Kansas.
El següent avió d'entrenament a seguir el BT-9 fou el T-6 Texan, del qual es fabricaren 15.495 unitats, fent-ne l'avió d'entrenament més estès. El bombarder bimotor B-25 Mitchell arribà a la fama amb els atacs Doolittle i fou utilitzat a tots els teatres de la guerra. Finalment, el P-51 Mustang, equipat amb un motor Rolls-Royce Merlin, és considerat el millor avió estatunidenc de la guerra.
North American es veié forçada a acomiadar molts treballadors, caient de 91.000 treballadors a 5.000 el 1946. De totes maneres, continuà dissenyant i construint avions com el bombarder AJ Savage basat en portaavions, l'estrany P-82 Twin Mustang, el bombarder B-45 Tornado o el caça FJ-1 Fury.
L'F-86 Sabre començà com a redisseny del Fury i fou el primer avió que arribà a assolir la velocitat supersònica de Mach 1 en vol normal horitzontal. Es va fer famós a la guerra de Corea destruint els MiG enemics. Se'n fabricaren més de 9.000 unitats. El seu successor, l'F-100 Super Sabre, també es va fer un lloc amb la guerra del Vietnam.
Tot i que la divisió de motors de coet se separà en una companyia anomenada Rocketdyne el 1955, la companyia pogué fabricar l'avió-coet experimental X-15.
La cancel·lació dels programes de l'F-107 i l'F-108 a finals de la dècada del 1950 fou un trasbals per l'empresa, que mai no arribà a recuperar-se. El 1960, el nou director gerent, Lee Atwood, decidí que la companyia se centraria en el programa espacial i es convertí en el cap de contractistes del mòdul de control i servei del programa Apollo, així com del segon tram del coet Saturn V. Se la culpà en part de l'incendi del 1967 a l'Apollo 1, cosa que motivà la seva fusió amb Rockwell International al març d'aquell mateix any. El desembre del 1996, les divisions d'espai i defensa de Rockwell International (incloent-hi Rocketdyne, que s'havia recuperat el 1984) foren absorbides per Boeing.

## Avions
- North American O-47, avió d'observació (1935)
- North American T-6 Texan, avió d'entrenament militar (1935)
- North American XB-21, bombarder (1936)
- North American P-64, avió de caça (1939)
- B-25 Mitchell (1941)
- P-51 Mustang (1941)
- XB-28 Dragon, prototip de bombarder (1942)
- P-82 Twin Mustang, avió de caça (1945)
- FJ-1 Fury, primer avió de caça de reacció operacional al cos de l'aire dels Estats Units (1946)
- F-86 Sabre (1947)
- B-45 Tornado, bombarder de reacció (1947)
- AJ Savage, bombarder (1948)
- T-28 Trojan, avió d'entrenament militar (1949)
- North American YF-93, avió de caça desenvolupat a partir del F-86 Sabre (1950)
- F-100 Super Sabre (1953)
- YF-107, caça bombarder (1956)
- North American T-2 Buckeye, avió d'entrenament militar (1958)
- T-39 Sabreliner (1958)
- A-5 Vigilante, bombarder supersònic i avió de reconeixement (1958)
- X-15 (1959)
- XF-108 Rapier, prototip avió interceptor (1959)
- XB-70 Valkyrie (1964)
- North American Rockwell OV-10 Bronco (1965)